# Totilas
Totilas (Moorlands Totilas jusqu'en 2010) est un étalon KWPN de dressage né en 2000 et mort d'une colique le 14 décembre 2020. Il est le fils de Gribaldi et de Lominka (par Glendale). De robe noire, il mesure 1,75 m (5′ 9″) au garrot. Jusqu'en 2010, il est monté par le cavalier néerlandais et gueldrois Edward Gal, avec lequel il bat deux fois le record du monde de dressage. 
Acheté par les écuries de Paul Schockemöhle, il est confié à Matthias Alexander Rath jusqu'à sa retraite en août 2015, mais se blesse quatre fois et ne retrouve jamais son plus haut niveau. Il est ensuite consacré à la reproduction.

## Histoire
Moorlands Totilas naît aux pays-Bas à l'élevage Moorlands, appartenant à J.K. Schuil et A. Visser, d'où son nom. Il est confié au cavalier néerlandais Edward Gal en 2006. Il le dresse à l'aide de la technique controversée du rollkur, remarque la grande qualité de ses allures, et en fait son cheval de tête. Moorlands Totilas se hisse très vite au plus haut niveau des compétitions de dressage, commençant à écumer les terrains de concours internationaux à l'âge de 9 ans. À Hickstead, en 2009, le couple obtient le pourcentage record de 89,40 %, avant de le battre quelques mois plus tard à Windsor avec 90,70 %, obtenant par cette occasion de titre de champions d'Europe de dressage et un record mythique, une note de dressage étant pour la première fois passée au-dessus des 90 %. Le 16 décembre 2009, à Londres, Moorlands Totilas et Edward Gal remportent l'épreuve qualificative pour la Coupe du monde de dressage avec la note encore jamais vue de 92,3 %. Totilas est élu cheval de l'année 2010 par le stud-book de la race KWPN. Une importante polémique concernant la technique de dressage utilisée (le rollkur) par son cavalier éclate à la suite de son apparition dans le monde du dressage.

### Passage sous les couleurs allemandes
En 2010, Totilas est vendu à Paul Schockemöhle pour une somme comprise entre 10 et 15 millions d'euros,, un record pour un cheval de dressage. Il est alors monté par Matthias Alexander Rath. Les débuts du couple sont hésitants. Malgré une médaille d'argent obtenue aux championnats d'Europe de dressage à Rotterdam en 2011, le cavalier et le cheval ne semblent pas s'entendre. En 2012, lors d'une démonstration d'étalons, il apparaît crispé et en défense, à tel point que Matthias Alexander Rath doit quitter la piste pour le calmer.
La même année, l'Allemagne fait appel à l'ancien entraîneur de Totilas lorsqu'il concourait sous les couleurs néerlandaises, Sjef Janssen, et lance une grande opération de communication avant les Jeux olympiques de Londres. Totilas ne participe pas à l'épreuve, officiellement en raison d'une maladie de Matthias A. Rath. En 2012 toujours, l'association de protection animale PETA dépose une plainte pour maltraitance sur Totilas, en raison de son entraînement avec le rollkur et de son confinement. Les charges sont abandonnées en avril 2013. Après une absence de deux ans, Totilas refait surface à Kapellen le 22 mai 2014. Le couple prend la première place de ce CDI 3* avec 78,68 %. Matthias A. Rath et Totilas participent ensuite au CDI 4* de Wiesbaden, où ils obtiennent sur l'ensemble du week-end les notes de 82,80 % et de 83,20 %. Deux mois plus tard, une nouvelle blessure prive le grand cheval noir d'une participation aux Jeux équestres mondiaux de 2014. Après une absence d'environ un an, en juillet 2015 ils reviennent au CDI4* de Hagen , décrochant pour l'occasion leur place pour les championnats d'Europe avec une note de 80,360 %. Après une performance moyenne dans le grand prix (75,971 %) des championnats d'Europe d'Aix La Chapelle en 2015, ses propriétaires renoncent à le faire concourir dans les autres épreuves

### Retraite sportive
La retraite sportive de Totilas est annoncée par ses propriétaires le 18 août 2015, officiellement à cause d'une inflammation du postérieur gauche, la périostite. Son entraîneur Sjef Janssen confie que les blessures à répétition de Totilas ont motivé cette décision : le cheval noir a en effet subi quatre arrêts pour blessure en cinq ans sous les couleurs allemandes et n'a participé que deux fois à des épreuves internationales avec l'équipe allemande, pour onze sorties dans des Grands Prix de dressage.
Cette déclaration fait beaucoup réagir en Allemagne, où le deuil du meilleur cheval de dressage national à l'âge relativement précoce de 15 ans fait les gros titres du journal Die Welt, qui affirme que la course à la rentabilité a eu raison de la santé de Totilas. Dans Süddeutsche Zeitung, les journalistes accusent à la fois le cavalier, les officiels et les propriétaires de n'avoir pensé qu'à la rentabilité et aux médailles, entraînant la chute de Totilas, « victime de son talent ».
Sa propriétaire publie une vidéo de l'étalon, alors âgé de 19 ans, monté en reprise pour les fêtes de Noël 2019.

## Palmarès
- Championnat d'Europe de dressage de 2009 à Windsor
  -  Champion d'Europe par équipe (84,085 %[17])
  -  Vice-champion d'Europe en Grand Prix Spécial
  -  Champion d'Europe en reprise libre en musique (ou RLM, Kür) (90,750 %[17])
- Finale de la Coupe du monde de dressage de 2010
  -  Vainqueur
- Jeux équestres mondiaux de 2010 à Lexington
  -  Champion du monde par équipe
  -  Champion du monde en Grand Prix Spécial
  -  Champion du monde en reprise libre en musique (91,8 %[18])

## Reproduction
Totilas a mené ensuite une carrière d'étalon. Certains de ses poulains ont atteint des sommes très importantes : 200 000 € pour Total Recall et 105 000 € pour Total Ideal. Edward Gal a acquis et entraîne deux poulains de Totilas, Toto Jr. et Trafalgar.
Totilas est présenté lors de l'édition 2017 du salon des étalons de St-Lô.

## Décès
Il meurt la nuit du 14 au 15 décembre 2020 à l’âge de 20 ans des suites d’une crise de colique,.